# Alpi e Prealpi Giulie
Le Alpi e Prealpi Giulie (in sloveno Julijske Alpe v širšem smislu) sono una sezione delle Alpi, appartenenti alle Alpi Sud-orientali. Si estendono tra il nord-est della regione italiana del Friuli-Venezia Giulia e il nord-ovest delle regioni slovene del Litorale-Carso e dell'Alta Carniola. La vettà più alta è il Monte Tricorno che raggiunge i 2.864 m s.l.m.

## Confini

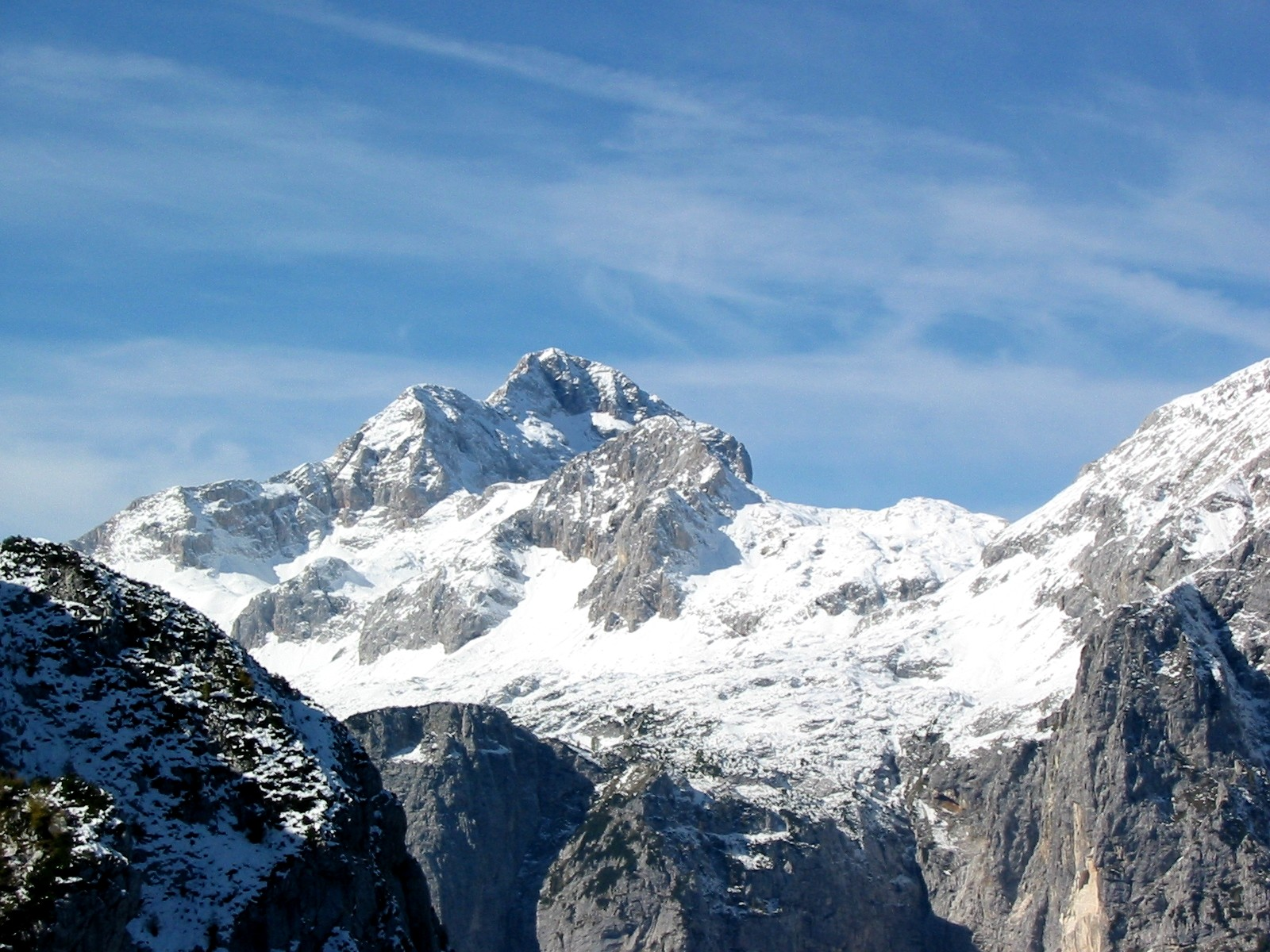
Monte Tricorno

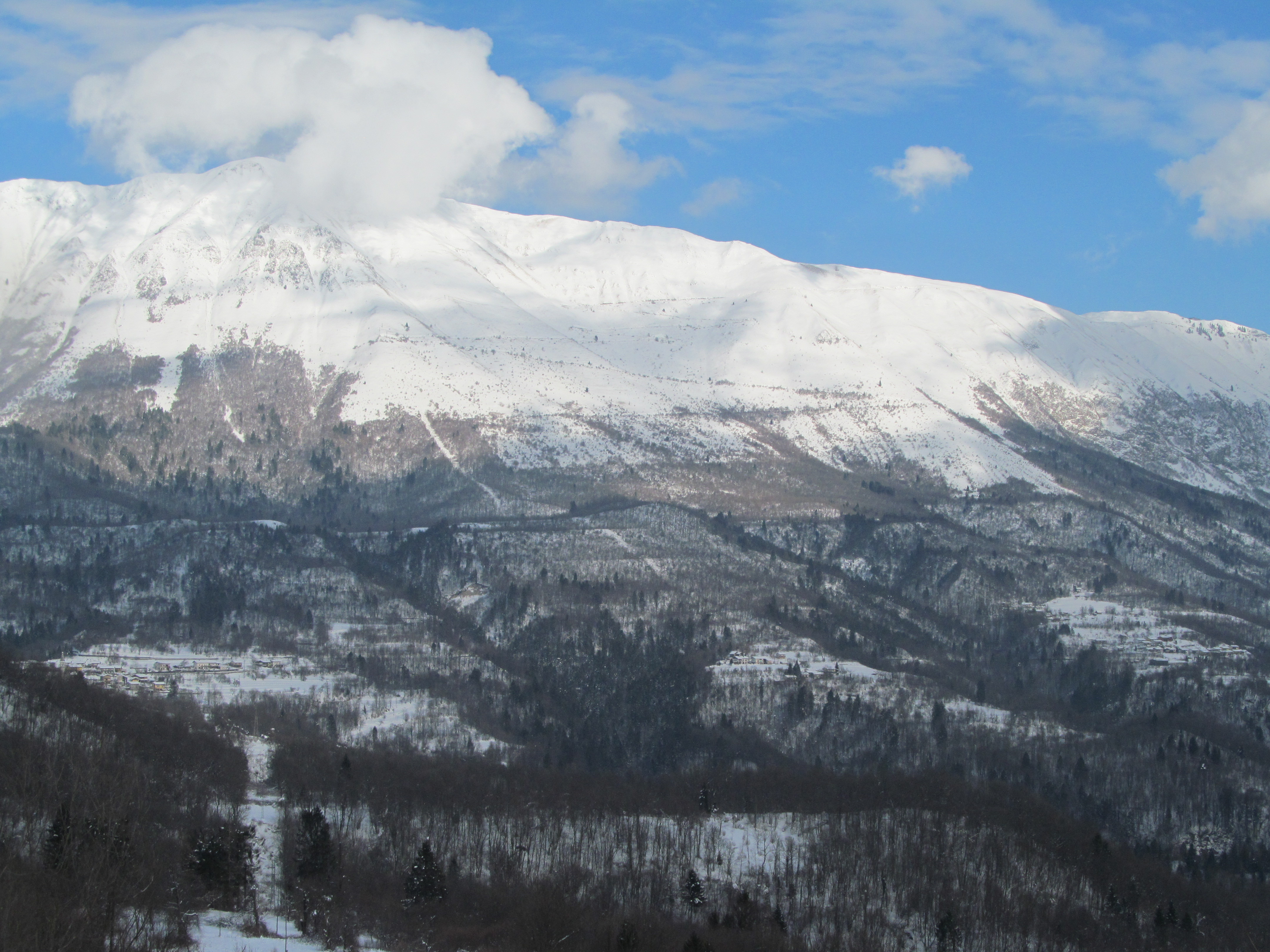
Monte Stol

Le Alpi e Prealpi Giulie confinano a nord-est con le Alpi di Carinzia e di Slovenia; a sud-est con le Prealpi Slovene; a sud con la pianura; ad ovest con le Alpi Carniche e della Gail.

## Classificazione
Secondo la Partizione delle Alpi del 1926 le Alpi Giulie erano una sezione alpina indipendente e con dimensioni maggiori rispetto a quelle della SOIUSA. Le Prealpi Giulie erano inglobate nella sezione delle Prealpi Trivenete.
Secondo la SOIUSA le Alpi Giulie e le Prealpi Giulie insieme formano una sezione alpina.

## Suddivisione
In accordo con le definizioni della SOIUSA le Alpi e Prealpi Giulie sono suddivise in due sottosezioni e otto supergruppi:
- Alpi Giulie (Sl: Julijskih Alp)
  - Catena Jôf Fuârt-Montasio
  - Catena del Canin
  - Catena Mangart-Jalovec
  - Catena della Škrlatica
  - Catena del Tricorno
  - Catena Nero-Tolminski Kuk-Rodica
- Prealpi Giulie (Sl: Julijske Predalpe)
  - Prealpi Giulie Settentrionali
  - Prealpi Giulie Meridionali